# Hook Off
Hook Off ist das achte Studioalbum des US-amerikanischen Wu-Tang-Clan-Rappers Cappadonna. Es wurde am 17. Juni 2014 über God Love Family Entertainment veröffentlicht, digital wurde das Album von Protect-Ya-Neck Records vertrieben. Eine Besonderheit dieses Albums ist, dass hier komplett auf Refrains verzichtet wird.

## Hintergrund
Das Konzept von Hook Off besteht laut Cappadonna aus dem Fokus auf die Lyrik, daher habe er komplett auf den Refrain verzichtet. Er erklärte dies mit folgenden Worten:

„An die meisten Hip-Hop-Songs erinnert man sich nur wegen dem eingängigen Refrain, ohne den Refrain jedoch hat der Hörer keine andere Wahl, als sich auf die Lyrik des Rappers einzulassen, mit dem dieses Album bestückt ist.“

## Titelliste
| #   | Titel                                                           | Produzent                | Länge |
| --- | --------------------------------------------------------------- | ------------------------ | ----- |
| 1.  | Soul Food (feat. Turnpike Ike & Desert Eagle)                   | Vocab                    | 3:23  |
| 2.  | Raw (feat. Amar Divine, Lounger Low & Don Shae4)                | J-Clyde                  | 3:21  |
| 3.  | Vegan (feat. Amar Divine & Turnpike Ike)                        | J-Clyde                  | 2:50  |
| 4.  | Natural Disaster (feat. Amar Divine, Lounger Low & Wonda Woman) | J-Clyde                  | 3:12  |
| 5.  | Adams & Eve (feat. Wonda Women, Amar Divine & Solomon Childs)   | J-Clyde                  | 3:49  |
| 6.  | Vibes Cartel (feat. Wonda Women, Desert Eagle & King Magnetic)  | J-Clyde                  | 3:01  |
| 7.  | 1 & 9 (feat. Unique, GQ & Don Shae)                             | Cruise for Bugatti Beatz | 4:36  |
| 8.  | Famous Aimers (feat. Amar Divine, Don Shae & PMD)               | J-Clyde                  | 3:05  |
| 9.  | Help the Brovas (feat. Amar Divine & Spliff Star)               | J-Clyde                  | 3:14  |
| 10. | Alumni (feat. Amar Divine & Don Shae)                           | J-Clyde                  | 3:04  |
| 11. | Spiritual Love (feat. Amar Divine & Nakeeba Amaniyea)           | G Dot Beats              | 3:00  |
| 12. | Genoside (feat. Don Shae)                                       | J-Clyde                  | 1:36  |
| 13. | Feed My Folks (feat. Nakeeba Amaniye)                           | J-Clyde                  | 3:43  |
| 14. | Aluma Knotty (feat. Amar Divine & Show Stoppa)                  | DJ Intrigue              | 3:21  |
| 15. | Project Kids (feat. Amar Divine & Show Stoppa)                  | DJ Intrigue              | 3:23  |
| 16. | C.A.P.P.A. (feat. Amar Divine)                                  | Big Lin                  | 2:23  |
| 17. | Parkhill Avenue Crew (feat. Chunky & Kash Verrazono)            | J-Clyde                  | 4:39  |

## Kritik
| Professionelle Bewertungen | Professionelle Bewertungen |
| -------------------------- | -------------------------- |
| Kritiken                   |                            |
| Quelle                     | Bewertung                  |
| examiner.com               | [ 2 ]                      |
| rap-essence                | [ 3 ]                      |

Alex Dionisio von examiner.com bezeichnete Hook Off als ein „typisches East Coast-Album“ mit erfrischenden, harten und rauen Texten. Inhaltlich gehe es um Probleme und Gewalt im „Ghetto-Alltag“ und ums „Geld machen“. Dies sei thematisch zwar nichts neues, dennoch sei Hook Off des Verzichts auf den Refrain wegen „einzigartig“. Er lobte Cappadonna und seine Gäste und bezeichnete deren Lyrik als „weise“ und „poetisch“.
Auch bei rap-essence erhielt Hook Off drei von fünf möglichen Punkten, weil das Album, wie Mike Scheumeister fand, viele gute Lieder, aber auch einige „Lückenfüller“ enthalte. Die Beats seien entweder gut oder schlecht (Zitat im Original: „hit or miss“). Während Scheumeister die Lyrik der Rapper lobte, kritisierte er die große Anzahl der Gäste, die das Album manchmal wie ein Mixtape klingen ließe. Abschließend schrieb er, dass Hook Off zwar gut, aber an der Grenze zu „Kann man vergessen“ sei, zudem sei das Album ein klein wenig besser als der Vorgänger Eyrth, Wynd, and Fyre.